# Et-Tell
Et-Tell (en árabe: التل) es un yacimiento arqueológico situado en la ribera oriental del río Jordán, a escasos dos kilómetros de su desembocadura en el lago de Galilea. Los estudiosos lo identifican generalmente con la capital del reino de Guesur, y algunos lo identifican también con Betsaida.

## Excavaciones arqueológicas
Las primeras excavaciones fueron llevadas a cabo entre 1987 y 1989 por el Golan Research Institute. En 2008–2010, y en 2014, Rami Arav, en nombre de la Universidad de Nebraska realizó nuevas excavaciones arqueológicas.

## Historia

### Edad de Bronce y de Edad de Hierro

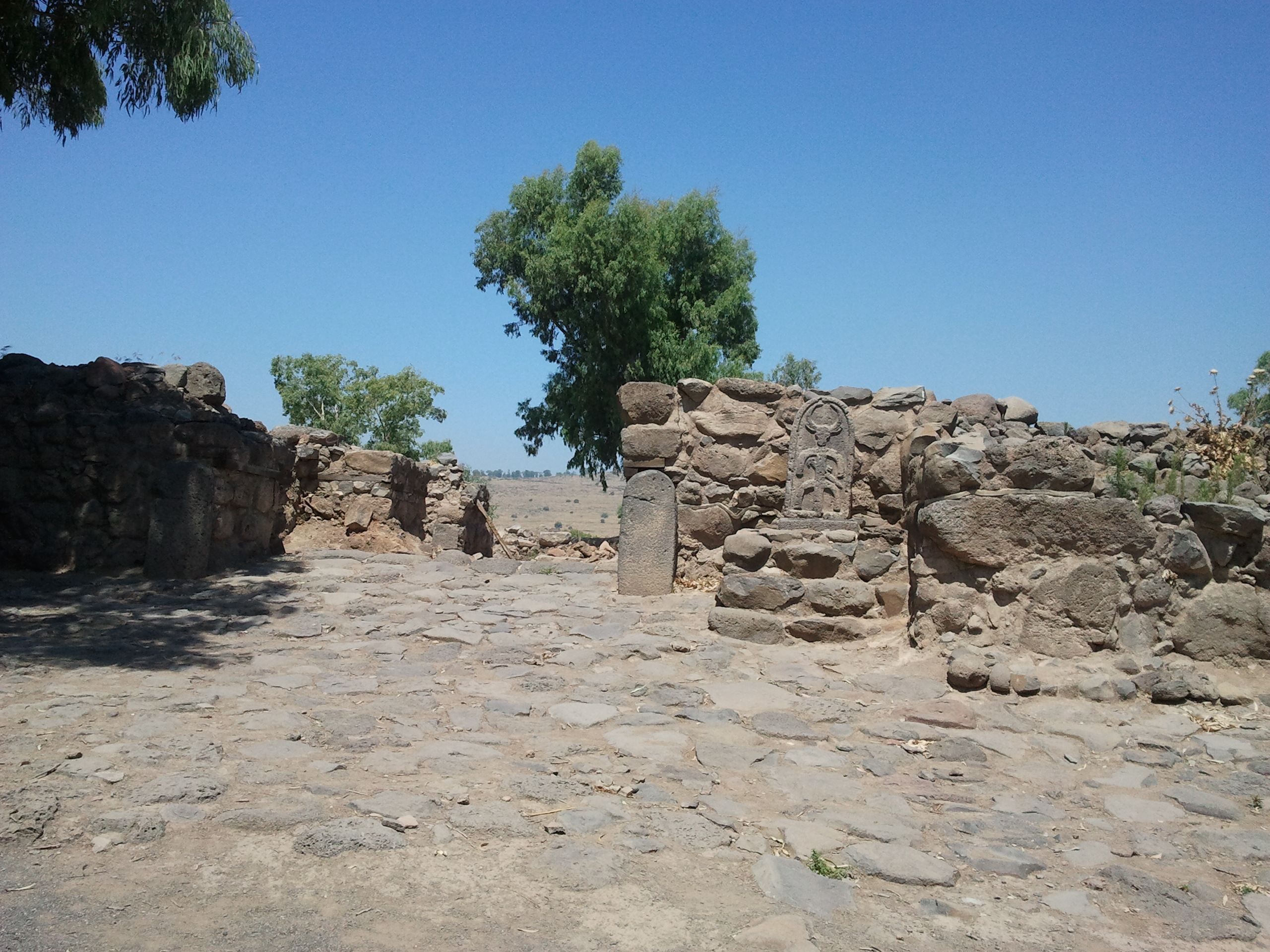
La puerta de la Edad de Hierro

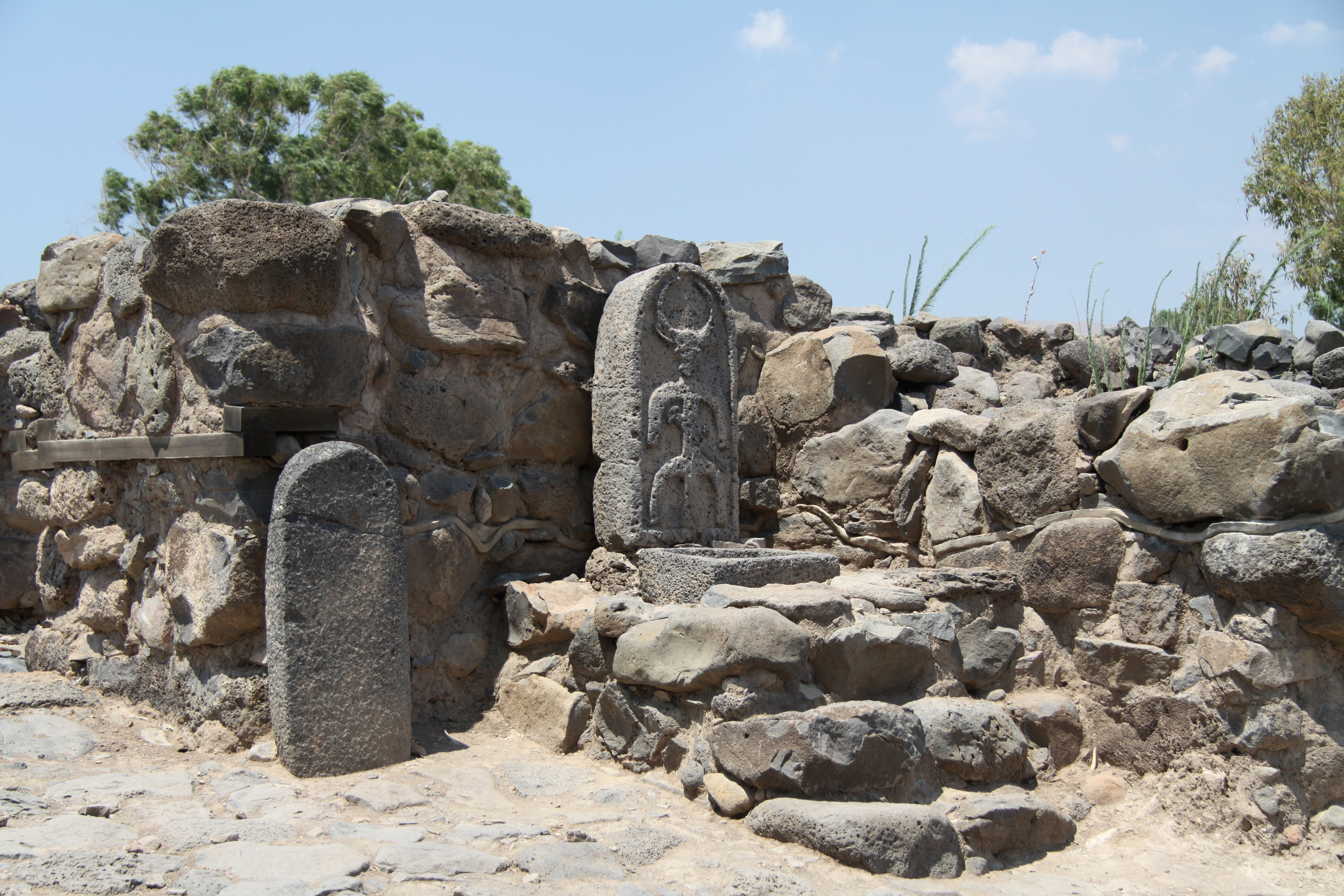
Santuario junto a la puerta de la Edad de Hierro

Las excavaciones indican que el sitio arqueológico fue habitado desde la Edad de Bronce, pero que la ciudad recobró importancia a partir del s. X a.C., ya en el período bíblico. Los expertos suelen identificarla con la capital del reino de Guesur, un reino aliado de Israel.
Los hallazgos arqueológicos más imponentes, sobre todo las puertas de la ciudad en el estrato V, se han fechado en el s. VIII a.C., y por lo tanto ya en una época posterior al reino de Guesur. Sin embargo, en 2016 los arqueólogos declararon estar cerca de localizar la puerta de la ciudad del s. X a.C. El asentamiento de et-Tell site parece haber sido la ciudad más grande y fuerte al este del Jordán durante la Edad de Hierro II (1000-800 a.C.).
En julio de 2018 un grupo de veinte arqueólogos, dirigidos por Rami Arav, descubrieron una estructura que identificaron como puerta de la ciudad. De manera provisional, identificaron el sitio con la ciudad bíblica de Zer, un nombre que se usó durante el período del primer templo.

### Períodos helenístico y romano
Et-Tell tenía una población mucho menor durante los siglos en torno a era cristiana. Las excavaciones arqueológicas han revelado material de pesca, incluso algunos pesos de cuero usados para las redes, así como agujas de coser para reparar redes. Estos hallazgos indicant que la economía de la ciudad se basaba en gran parte en la pesca. Dos monedas de plata datadas en el año 143 a.C. fueron encontradas en el lugar, así como algunas monedas de bronce de tiempos de Alejandro Janeo (103-76 a.C.), así como una moneda de tiempos de Herodes Filipo, que era el Tetrarca de la región durante las primeras décadas del s. I. (4 a.C. - 34 d.C.).

## Identificación con Betsaida
Según Arav, habría que identificar et-Tell con Betsaida. Aunque la distancia entre et-Tell y el Lago de Galilea (unos dos kilómetros) supone un problema para esta identificación con un pueblo de pescadores, se han aducido las siguientes hipótesis para solucionar este problema:
1. Un movimiento de las placas tectónicas habría Elevado el nivel del suelo, por lo que también las aguas también se alejaron y en la actualidad et-Tell estaría mucho más lejos del lago de lo que lo estarían en el s. I.
2. El nivel del agua se ha reducido drásticamente a lo largo de los siglos.
3. El delta del Río Jordan se ha extendido considerablemente por sedimentación, alejando así et-Tell de la orilla del lago actual.[3]